# Trichophoropsis puna
Trichophoropsis puna är en tvåvingeart som beskrevs av Townsend 1914. Trichophoropsis puna ingår i släktet Trichophoropsis och familjen parasitflugor.
Artens utbredningsområde är Peru. Inga underarter finns listade i Catalogue of Life.